# Čuvaj/watchdog
Čuvaj/watchdog je slovenska nagrada za novinarske dosežke, ki jo podeljuje Društvo novinarjev Slovenije (DNS) od leta 2013. Nasledila je Tomšičevo nagrado/Consortium veritas - Bratstvo resnice. 
Podeli se v štirih kategorijah, za življenjsko delo, za mlade novinarje, ki so dejavni manj kot 5 let, za izstopajoče novinarske dosežke in za izstopajoče dosežke na področju novinarske fotografije. Upošteva se stvaritve med prejšnjo podelitvijo in objavo razpisa. Poleg tega porota izreče pohvale.
Nagrajenec prejme kipec in diplomo. Praktične ali denarne nagrade se podeli izjemoma, s sklepom upravnega odbora DNS. Lesen kockast kipec z izrezano silhueto pasje glave sta oblikovala Maja Licul in Marko Drpić.

## Nagrajenci
| Leto | Življenjsko delo          | Izstopajoči novinarski dosežek | Mladi novinar                                                                                                   | Novinarska fotografija | sklici        |
| ---- | ------------------------- | --- | --- | --- | ------------- |
| 2013 | Tone Hočevar              | Eugenija Carl za zgodbo o črni gradnji Vitoslava Türka in preprodajalcih zelenjave (TV Koper in TV Slovenija) Mariborska kronika o delovanju Franca Kanglerja (Večer) Branko Soban (Delo) | Anže Božič (Delo) Jaša Lorenčič (Večer) Tomaž Modic (Dnevnik)                                                   | Jaka Gasar (Dnevnik) | [ 1 ]         |
| 2014 | Peter Kolšek (Delo)       | oddaja Epilog (POP TV) Aljaž Vindiš, Ajda Bevc, Aljaž Vesel (Dnevnik) Andrej Stopar (Radio Slovenija) Peter Žerjavič (Delo) | Irena Joveva (STA) Mojca Pišek (Dnevnik)                                                                        | Voranc Vogel (Delo) posamična fotografija Jošt Franko reportaža | [ 2 ]         |
| 2015 | Špela Šipek posthumno     | Frekvenca X (RTV Slovenija) Tomaž Klipšteter (Dnevnik) Rozmari Petek (Večer) Erik Valenčič za poročanje o Kurdih | Jana Juvan (Večer) Viki Twrdy (RTV Slovenija)                                                                   | Jaka Gasar (Dnevnik) posamična fotografija Matic Zorman reportaža | [ 3 ]         |
| 2016 | Nina Zagoričnik (Val 202) | 24ur INŠPEKTOR in 24ur FOKUS (POP TV) Matej Šurc za knjigo Prevarana Slovenija – Domoljubje, zapisano z ničlami (Radio Slovenija) #PanamaPapers (Delo) Tina Kristan (Delo) | Nika Kunaver (POP TV) Tanja Pirnat (Pod črto)                                                                   | Luka Cjuha (Dnevnik) posamična fotografija Boštjan Pucelj reportaža | [ 4 ]         |
| 2017 | Zdenko Vrdlovec (Dnevnik) | Ciril Horjak (Večer) Siniševo delo (Val 202) Lidija Hren z ekipo EkstraVisor za oddajo Tarča: Od sledi do razkritja (Televizija Slovenija) Timotej Milanov (Vestnik) | Tjaša Dugulin (POP TV) Jure Kosec (Delo)                                                                        | Andrej Petelinšek (Večer) posamična fotografija Jaka Gasar (Dnevnik) reportaža | [ 5 ]         |
| 2018 | Slavko Bobovnik (TVS)     | Blaž Petkovič za zgodbe o kreditu Dijane Đuđić in Roka Snežiča in madžarski dokapitalizaciji medijev (Večer) ekipa oddaje Globus (Televizija Slovenija) Primož Cirman in Vesna Vuković (Siol.net) projekt Dejstva: Alenka Marovt, Miha Plementaš in Špela Bezjak (POP TV)                                                         | Lea Udovč (STA) Matej Zwitter (Radio Študent)                                                                   | Andrej Petelinšek (Večer) posamična fotografija Voranc Vogel (Delo) reportaža ekipa projekta Naši heroji: Jure Mazgič, Jan Lukanović, Gal Ancelj in Matija Lepoša (Plac) multimedijska zgodba | [ 6 ]         |
| 2019 | Boris Šuligoj (Delo)      | Adrijan Bakič za poročanje o brit. izkušnji z Brexitom (Televizija Slovenija) Darja Pograjc, Andreja Gradišar, Nataša Rašl in Ana Skrt za projekt Delaj in molči (Radio Slovenija 1) Ranka Ivelja (Dnevnik) | Klara Širovnik (Večer) Lucijan Zalokar (Delo) Žan Dolajš (Televizija Slovenija)                                 | Blaž Samec (Delo) posamična fotografija Luka Cjuha (Dnevnik) reportaža | [ 7 ]         |
| 2020 | Jožica Grgič (Delo)       | Špela Kuralt za zgodbe o slov. šolstvu v času epidemije Covid (Delo) Zarja Muršič (Radio Študent) Janko Petrovec (Televizija Slovenija) Boštjan Videmšek | Katarina Bulatović za poročanje o zdravstveni oskrbi mladih v duševnih stiskah (Oštro) Tadej Grešovnik (POP TV) | Gašper Lešnik (Mladina) posamična fotografija Voranc Vogel (Delo) reportaža | [ 8 ]         |
| 2021 | Glorija Lorenci (Večer)   | Peter Žerjavič (Delo) Ana Lah za zgodbe o dogajanju na prašičji farmi Ljutomerčan (Večer) Ksenija Horvat (Televizija Slovenija) uredništvo STA za borbo z vlado, ki je prekinila financiranje | Uršula Zaletelj (Val 202) Univerzitetna redakcija Radia Študent                                                 | Nik Erik Neubauer posamična fotografija Tamino Petelinšek (STA) reportaža | [ 9 ]         |
| 2022 | Sonja Grizila (Jana)      | Ervin Hladnik Milharčič (Dnevnik), za poročanje iz Kijeva v času napada Rusije na Ukrajino Tita Mayer (Radio Slovenija) za podkast Na pravi strani Neža Steiner in Alenka Marovt (POP TV) za preiskovalno zgodbo Vzporedni zdravstveni sistem Urška Henigman in Neža Prah Seničar (RTV Slovenija) za projekt Slovar spolne vzgoje | Pia Prezelj (Delo) Luka Mlakar (Večer)                                                                          | Andrej Petelinšek (Večer) posamična fotografija Jaka Gasar (Dnevnik) reportaža o gašenju požara na Krasu                                                                                      | [ 10 ] [ 11 ] |

## Porota

### Mandat 2020–2023
Predstavniki društva
Petra Lesjak Tušek (predsednica Društva novinarjev Slovenije in novinarka Večera), Nika Kunaver (POP TV), Gašper Završnik (Delo), Tjaša Škamperle (Radio Koper) in Ciril Horjak (Večer).
Predstavniki javnosti
Boštjan Narat (član glasbene skupine Katalena), Tina Lengar Verovnik (Fakulteta za družbene vede, Znanstvenoraziskovalni center SAZU) in Dan Podjed (Inštitut za slovensko narodopisje Znanstvenoraziskovalnega centra SAZU).
Porota za nagrado s področja novinarske fotografije
Bor Slana, Katja Goljat, Matej Družnik (Delo), Uroš Hočevar in Uroš Abram (Mladina).

### Mandat 2016–2019
Predstavniki društva
Petra Lesjak Tušek, Tanja Gobec, Kaja Jakopič, Tjaša Slokar Kos in Katarina Bulatović.
Predstavniki javnosti
Jernej Amon Prodnik, Nina Kožar, Peter Čakš in Gorazd Kovačič.
Porota za nagrado s področja novinarske fotografije
Matej Povše, Luka Dakskobler, Nika Hölcl Praper, Srdjan Živulović in Uroš Hočevar.

### Mandat –2016
Predstavniki društva
Tanja Starič, Dejan Pušenjak, Manica J. Ambrožič, Jožica Dorniž, Tomaž Perovič in Matija Stepišnik.
Predstavniki javnosti
Gorazd Kovačič, Igor Vobič in Jernej Stritar.
Porota za nagrado s področja novinarske fotografije
Tina Deu (predsednica).

## Kritike
Spletni portal Nova24tv.si je nagrado razglasil za ničvredno in jo označil za pohvalo »režimskega« Društva slovenskih novinarjev najbolj zagnanim branilcem režima globoke države oziroma sovražnikom Janeza Janše, podelitev pa za »zborovanje režimskih medijev, kjer družbenopolitični delavci sami sebi podeljujejo medalje na področju novinarstva«. Novinar Tino Mamić meni, da podeljevalci ignorirajo medije, ki so manjši in delujejo izven ljubljanske obvoznice.